# Томмі Пол
Томмі Пол (англ. Tommy Paul) — американський тенісист, олімпійський медаліст.

## Значні фінали

### Розіграш олімпійських медалей

#### Парний розряд: 1 бронзова медаль
| Результат | Рік  | Турнір                          | Поверхня | Партнер     | Супротивники              | Рахунок  |
| --------- | ---- | ------------------------------- | -------- | ----------- | ------------------------- | -------- |
| Бронза    | 2024 | Літні Олімпійські ігри, Франція | Грунт    | Тейлор Фріц | Томаш Махач Адам Павласек | 6–3, 6–4 |

## Фінали Туру ATP

### Одиночний розряд: 7 (4 титули)
| Легенда                         |
| ------------------------------- |
| = Турніри Великого шолома (0–0) |
| ATP Finals (0–0)                |
| ATP Masters 1000 (0–0)          |
| ATP 500 (1–1)                   |
| ATP 250 (2–2)                   |

| За поверхнею |
| ------------ |
| Хард (2–2)   |
| Грунт (0–0)  |
| Трава (1–1)  |

| Фінали за умовами |
| ----------------- |
| Під небом (1–3)   |
| В залі (2–0)      |

| Результат | В–П | Дата     | Турнір                                             | Статус  | Поверхня   | Супротивник         | Рахунок            |
| --------- | --- | -------- | -------------------------------------------------- | ------- | ---------- | ------------------- | ------------------ |
| Перемога  | 1–0 | Лис 2021 | Stockholm Open, Sweden                             | ATP 250 | Хард (з)   | Денис Шаповалов     | 6–4, 2–6, 6–4      |
| Поразка   | 1–1 | Лют 2023 | Mexican Open , Мексика                             | ATP 500 | Хард       | Алекс де Мінор      | 6–3, 4–6, 1–6      |
| Поразка   | 1–2 | Чер 2023 | Eastbourne International, United Kingdom           | ATP 250 | Трава      | Франциско Черундоло | 4–6, 6–1, 4–6      |
| Перемога  | 2–2 | Лют 2024 | Dallas Open , США                                  | ATP 250 | Хард (з)   | Маркос Джірон       | 7–6(7–3), 5–7, 6–3 |
| Поразка   | 2–3 | Лют 2024 | Delray Beach Open, США                             | ATP 250 | Хард       | Тейлор Фріц         | 2–6, 3–6           |
| Перемога  | 3–3 | Чер 2024 | Queen's Club Championships, Спролучене Королівство | ATP 500 | Трава      | Лоренцо Музетті     | 6–1, 7–6(10–8)     |
| Перемога  | 4–3 | Жов 2024 | Stockholm Open                                     | ATP 250 | Тверде (i) | Григор Димитров     | 6–4, 6–3           |

## Юніорські фінали мейджорів

### Одиночний розряд: 2 (1 титул)
| Результат | Рік  | Турнір      | Поверхня | Супротивник | Рахунок            |
| --------- | ---- | ----------- | -------- | ----------- | ------------------ |
| Перемога  | 2015 | French Open | Грунт    | Тейлор Фріц | 7–6(7–4), 2–6, 6–2 |
| Поразка   | 2015 | US Open     | Хард     | Тейлор Фріц | 2–6, 7–6(7–4), 2–6 |

### Парний розряд: 1 фінал
| Результат | Рік  | Турнір      | Поверхня | Партнер         | Супротивники                         | Рахунок  |
| --------- | ---- | ----------- | -------- | --------------- | ------------------------------------ | -------- |
| Поразка   | 2015 | French Open | Грунт    | Вільям Блумберг | Альваро Лопес Сан Мартін Хайме Мунар | 4–6, 2–6 |